# Iglesia de San Benito Abad (Yepes)
La iglesia de San Benito Abad es una iglesia del municipio español de Yepes, en la provincia de Toledo.

## Descripción

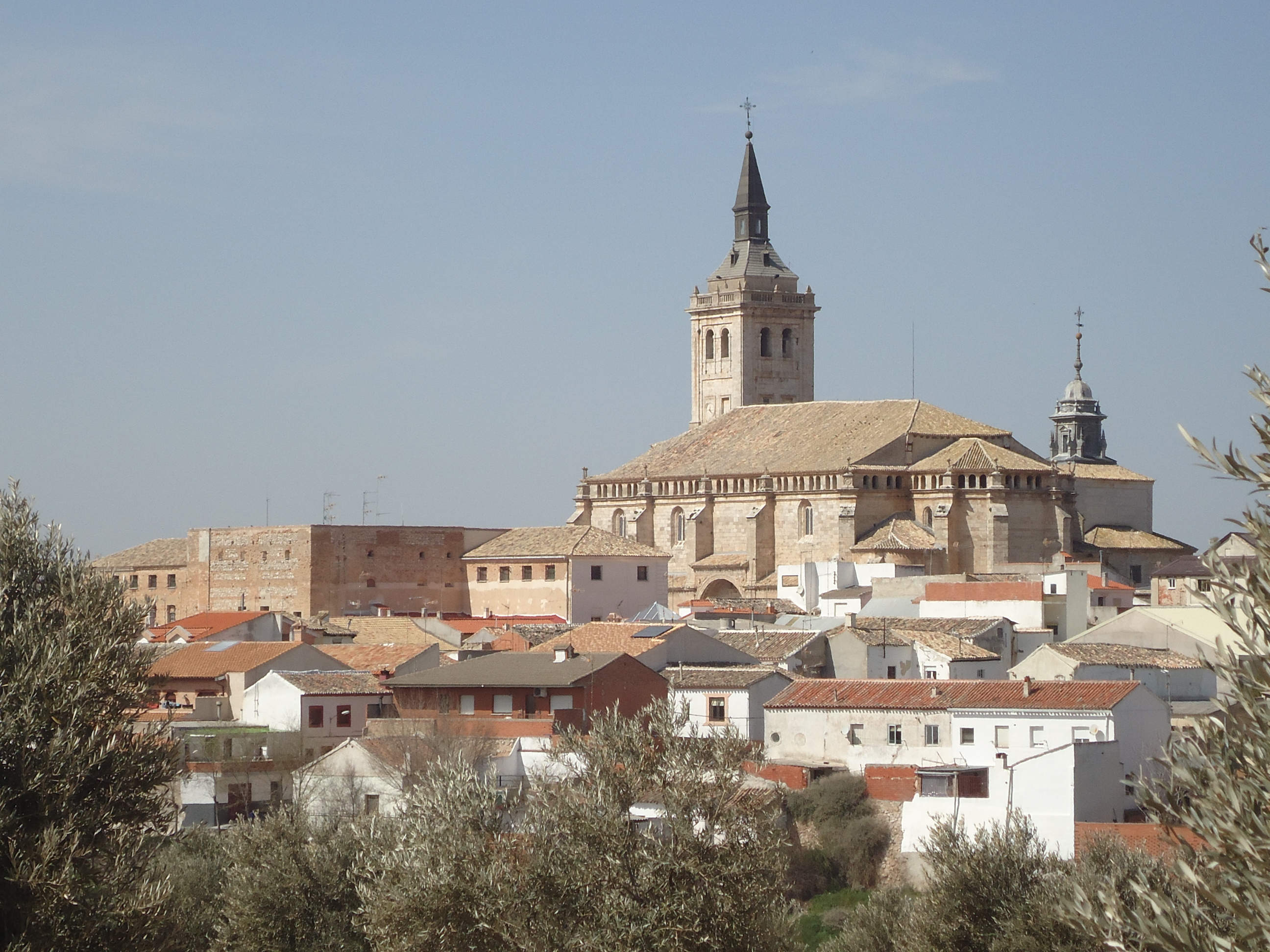
Vista de la iglesia

Se encuentra en la localidad toledana de Yepes, en Castilla-La Mancha. Está ubicada en la plaza Mayor.
El inicio de su construcción data del siglo XVI y es obra del arquitecto Alonso Covarrubias (maestro de obras de la catedral de Toledo). Se edificó por deseo del cardenal Juan Pardo de Tavera, quien autorizó las obras en 1553. Las obras comenzaron por la capilla mayor, pero faltando recursos, se llevaron a cabo muy lentamente y por ejemplo la sacristía es obra posterior. No obstante el edificio tiene gran unidad. Lo único que diferiría del estilo habitual de Covarrubias serían las tres pequeñas portadas, que se podrían encuadrar dentro del estilo barroco.
La iglesia tiene planta de salón, cuatro tramos sin señalización expresa de crucero, capilla mayor de planta poligonal y dos capillas colaterales absidales. Los pilares que separan los tramos son muy esbeltos y de traza renacentista. Las bóvedas son de crucería estrellada. Toda la fábrica es de piedra sillar. Es destacable la esbelta torre en tres cuerpos, de setenta metros de altura, notable ejemplar del siglo XVI en sus dos primeros cuerpos, en los que aparecen ventanas todavía platerescas, y del siglo XVII en su cuerpo final, típicamente herreriano. Se corona con un chapitel de hechuras escurialenses. Está decorada con pilastras dóricas, elementos renacentistas y el escudo del cardenal Tavera.
Cuenta además con dos pórticos: el de la Asunción y el dedicado al patrón de la villa, san Benito Abad, con un relieve del castigo de santa Bárbara. En el interior produce una gran impresión la altitud y elevación notable de sus columnas y bóvedas de crucería. Las capillas laterales están cerradas por verjas platerescas, que constituyen junto con las de la catedral de Toledo el conjunto de rejería más importante de la provincia, elaborado buena parte de este conjunto en Yepes. Un buen ejemplo de este conjunto lo constituye la reja de la capilla privada de Alonso González de Luna, linde de la del Canónigo Gines de Soto, que se concierta el 13 de febrero de 1613 por Sebastián Collado y Fuenleal de Luna y el rejero Francisco Gaitán, ambos vecinos de Yepes. En este caso la hechura de la forja debía ser cuadrada y torsa del mismo grueso que la de la capilla de san Lucas, pagándose al rejero sesenta maravedíes por cada libra de peso más la hechura a tasación.
El 9 de febrero de 1613, el cura Pedro de Casarrubios, su mayordomo Antonio del Águila y el diputado Antonio de Chaves, redactan el contrato para dotar y estofar el retablo del altar mayor con el parecer de Juan Bautista Monegro, por entonces maestro mayor de obras de la catedral de Toledo. Se acuerda encargar la obra a Gaspar de Cerezo (dorador) y a Juan de Portillo, bajo la supervisión del escultor Pedro de León, que había ejecutado la obra de talla hacía catorce años. El precio que se acordó ascendía a mil ducados. El retablo mayor presenta el mejor trabajo de Luis Tristán, discípulo aventajado de El Greco, con lienzos fechados y firmados en 1616, y formado por seis escenas de la vida de Jesús y ocho medias figuras de santos. En la guerra civil se destruyeron las esculturas de santos del retablo, que se perdieron, pero los lienzos desgarrados pudieron repararse en el Museo del Prado, y se devolvieron en 1942. En este museo pueden contemplarse de esta obra Santa Mónica y Santa Magdalena, que quedaron allí como pago.
Destaca, además, la capilla del siglo XVIII, barroca, dedicada al Santísimo Cristo de la Vera Cruz.
Es de interés el pequeño museo de orfebrería de los siglos XV al XIX, la custodia con el escudo municipal, dos lienzos de la última época de Luis de Carvajal (San Blas y San Ildefonso) y talla barroca de San Francisco de Asís procedente de uno de los conventos existentes en la villa hoy desaparecido.
El 24 de noviembre de 1992 fue declarada Bien de Interés Cultural con la categoría de monumento, mediante un decreto publicado el 18 de diciembre de ese mismo año en el Diario Oficial de Castilla-La Mancha.